# Bernadette Bensaude-Vincent
Bernadette Bensaude-Vincent (* als Bernadette Vincent, 7. Juli 1949 in Béziers) ist eine französische Wissenschaftshistorikerin und -philosophin, insbesondere zur Chemiegeschichte.
Bernadette Bensaude-Vincent studierte an der École normale supérieure de Fontenay-Saint-Cloud (damals Fontenay aux Roses) mit der Agrégation in Philosophie 1971 und wurde 1981 promoviert. Danach war sie Schullehrerin, forschte 1982 bis 1987 (und 1996/97) an der Cité des sciences et de l'industrie, war 1982 Chargé de Recherche des CNRS und ab 1989 Maitre de conference an der Universität Paris X. Sie war von 1997 bis 2010 Professorin an der Universität Paris X und von 2010 bis 2015 Professorin an der Université Paris 1 Panthéon-Sorbonne.
Von 1998 bis 2002 leitete sie das Centre d'histoire et de philosophie des sciences der Universität Paris X (Nanterre).
Sie befasste sich mit der Philosophie des Positivismus, Émile Meyerson, Wissenschaftsphilosophie und Philosophie der Technik und mit Chemiegeschichte. Sie schrieb Biographien von Antoine Laurent de Lavoisier und Paul Langevin.
Sie ist Senior-Mitglied des Institut universitaire de France und in der Ethik-Kommission des CNRS.
Sie war Gastprofessorin an der Autonomen Universität in Madrid und an den Universitäten in Barcelona, Wien, Bielefeld und Genf, war am Max-Planck-Institut für Wissenschaftsgeschichte in Berlin (2001) und an der Päpstlichen Universität in Sao Paulo.
1997 erhielt sie den Dexter Award für Chemiegeschichte, 2021 die George-Sarton-Medaille.
Sie ist Mitglied der Académie des technologies und gehört der gemeinsamen Ethikkommission von INRA, CIRAD und IFREMER an.
Sie ist verheiratet und hat drei Kinder.

## Schriften
- Paul Langevin. Science et vigilance, Paris, Belin, 1987.
- Lavoisier. Mémoires d'une révolution, Flammarion, collection Figures de la science, 1993.
- Dans le laboratoire de Lavoisier, Nathan, Monde en Poche, 1993.
- Eloge du mixte. Matériaux nouveaux et philosophie ancienne, Paris, Hachette Littératures, 1998.
- L'opinion publique et la science. À chacun son ignorance, Synthélabo, Paris, 2000. Neuauflage als: La science contre l'opinion : histoire d'un divorce, Seuil, Paris, 2003.
- Se libérer de la matière ? Fantasmes autour des nouvelles technologies, Paris, INRA éditions, 2004.
- Faut-il avoir peur de la chimie ?, Paris, Seuil, 2005.
- Paul Langevin, Propos d'un physicien engagé: Pour mettre la science au service de tous, Vuibert, 2007
- Matière à penser. Essais d'histoire et de philosophie de la chimie, Paris, Presses universitaires de Paris Ouest, 2008.
- Les vertiges de la technoscience. Façonner le monde atome par atome, Paris, Éditions La Découverte, 2009.
- L’Opinion publique et la science. À chacun son ignorance, Paris, Éditions La Découverte, 2013.
- mit Isabelle Stengers: Histoire de la chimie, Paris, La Découverte, 1993. ISBN 2-7071-3541-0
- mit Isabelle Stengers: 100 mots pour commencer à penser les sciences, Paris, Les Empêcheurs de penser en rond, 2003.
- mit Jonathan Simon:  Chemistry. The impure Science, London, Imperial College Press, 2008.
- mit Dorothée Benoit-Browaeys: Fabriquer la vie. Où va la biologie de synthèse?, Seuil, Science Ouverte, 2011.
- mit  Eva Telkes Klein (Hrsg.): Emile Meyerson. Lettres françaises, Paris, CNRS édition 2009.
- mit  Eva Telkes Klein (Hrsg.): Emile Meyerson. Mélanges. Petites pièces inédites, Paris, Honoré Champion 2011.